# Parafia Matki Bożej Wspomożenia Wiernych w Łodzi
Parafia pw. Matki Bożej Wspomożenia Wiernych w Łodzi – parafia rzymskokatolicka znajdująca się w archidiecezji łódzkiej w dekanacie Łódź-Widzew. Erygowana w 1978. Mieści się przy ulicy Wodnej. Kościół parafialny wybudowany został w 1903, rozbudowany w 1924.
W kościele znajdują się figura Miłosierdzia Bożego i rzeźby na ołtarzu głównym autorstwa Wojciecha Gryniewicza.